# 村上正雄
村上 正雄（むらかみ まさお、1898年4月5日 - 1943年1月23日）は、日本の新聞記者。東京都千代田区永田町出身。父・萬助(宮内省－内匠寮＜たくみ寮＞勤務、建築設計士)、母・せき、5人兄弟の長男。家族は、配偶者・志久、長女・眞呂、次女・しま

## 略歴
慶応義塾大学理財科卒業。大正15年、フランス留学ソルボンヌ大学にてフランス民族史専攻。
昭和4年6月、読売新聞社入社。昭和13年、婦人部部長。昭和16年4月、読売新聞経営の静岡新報社取締役兼編集局長。12月、静岡新聞社専務取締役兼編集総務就任。
昭和17年9月、読売新聞本社復帰、部長待遇。昭和18年1月、副理事（読売新聞本社在勤13年8ヶ月）。
インドネシアのセラム新聞社長として赴任する折、昭和18年1月23日夜、敵潜水艦の攻撃を受け、スラウェシ州南岸サラヤル水道東方12km付近にて沈没、戦死。(44歳)

## 出版・掲載

### 出版
- 児童向け科学解説書「科学知識何でも聞きたがる子供への答」（実業之日本社、1926年）[1]
- 実用書「買物讀本」（日本放送出版協會出版、1937年9月25日）[2]
- 翻訳「社会主義と婦人」（ベーベル 著, 村上正雄 訳 三田書房、1919年）[3]
- 翻訳「カール・マルクス伝 第1編」（ジョン・スパーゴ 著, 村上正雄 訳 三田書房、1919年）[4]
- 翻訳「カール・マルクス伝 第2編」（ジョン・スパーゴ 著, 村上正雄 訳 三田書房、1919年）[4]
- 翻訳「マルクスの逸話」（ウイルヘルム・リープクネヒト 著, 村上正雄 訳 三田書房、1920年）[5]
- 「世界家庭文学名著選第12巻 ピーター・パン」（サア・ジェームス・バアリイ 著、村上正雄 訳 春秋社、1927年）[6]

### 掲載
- 雑誌「日本少年」に「滑稽笑說 甲蟲事件 村上正雄 ; 宍戸左行 p.166-p.171」「天下奇峰妙義踏破記 中島薄紅 ; 村上正雄 ; 三宅志知男 p.52」「妙義の宿の便所さがし 村上正雄 p.149」（「日本少年20(12)」実業之日本社 1925年12月）[7]”
- 雑誌「三越」に、「ほつふ・ぶろい」 p26～27（雑誌三越1929年7月）[8]
- 雑誌「三越」に、「にこちにあん」 p16～17（雑誌三越1929年10月）[8]

## 著作物
- ゴーリキ論 自筆製本1917
- 科学知識 何でも聞きたがる子供への答　実業之日本社 1926
- ピーターパン訳　春秋社 1927
- 航海日誌1926年6月6日 - 7月20日(横浜ー門司ー支那ーシンガポールーペナンーカイローパリ）
- 巴里日誌（日記）1927年4月7日 - 5月31日
- 巴里日誌（日記）1927年6月1日 - 8月24日
- Paris（日記）1927年8月25日 - 10月31日
- Paris（日記）1927年11月1日 - 12月31日
- 巴里日記（日記）1928年1月1日 - 3月21日
- 巴里日記（日記）1928年3月22日 - 6月17日
- Paris（日記）1928年6月24日 - 9月3日
- 妻・志久への書簡(付：村上正雄パリスケッチ33枚)898枚 1926年 - 1928年
- 「こんな物が金になる」読売新聞社便利部編 八重洲書房 1936年
- 「商品読本」読売新聞社便利部編 力之日本社 1937年
- 静岡新報社連載コラム「富士颪（ふじおろし）」全287作品 1941年-1942年
- 昭和17年(1942)日記 静岡新報社勤務時代
- 近衛師団司令部報導部黒田中尉への報告ノート
- 他、日記(年代不明)、手記(年代不明)、記録メモ